# 濱田眞樹人
濱田 眞樹人（はまだ まきと、浜田真樹人、HAMADA,Makito、1958年3月 - ）は日本の経営学者。 経営管理学博士。立教大学大学院 ビジネスデザイン研究科 客員教授。
Certified Public Accountant(USCPALicensed in the state of IL), Certified Fraud Examiner（公認不正検査士）, Certified Internal Auditor（公認内部監査人）, Certified Management Accountant, Certified in Financial Management, Certified Treasury Professional, Certified Financial Planner®（サーティファイド・ファイナンシャル・プランナー）東京都出身。

## 経歴
- 2010年 3月 立教大学 大学院 ビジネスデザイン研究科 博士課程 修了 博士（経営管理学）
- 1987年 10月  中央クーパース・アンド・ライブランド・アソシエイツ・インク Product Manager
- 1992年 10月  ティファニー・アンド・カンパニー・ジャパン・インク Vice President Finance and Administration
- 2002年 12月  ラポール・ビジネスサービシズ・インク 日本における代表者
- 2005年 10月  ハリー・ウィンストン・ジャパン株式会社 Vice President Finance and Administration
- 2008年 2月 同社 マネージング・ディレクター兼 最高執行責任者
- 2009年 4月 同社 代表取締役社長
- 2012年 4月 立教大学大学院 ビジネスデザイン研究科 特任教授（～2017年3月）
- 2017年 4月 同研究科 客員教授
- 2012年 4月 一般社団法人日本公認不正検査士協会理事長（～2018年6月）
- 2018年 6月 同協会評議員（～2022年6月）
- 2018年 6月 株式会社ディー・クエスト監査役
- 2019年 6月 ビジネスデザイン立教会 会長（～2024年6月）
- 2013年 4月 青山学院大学 大学院 会計プロフェッション研究科 兼任教員 (～2015年3月）
- 2014年 9月 東北大学 会計大学院 兼任教員（～2015年3月）
- 2013年 6月 日本経営会計学会 平成25年度研究奨励賞 著書部門 受賞 対象著書：『独立取締役の基礎知識』中央経済社

ビジネスクリエーター研究学会評議員(2008年～2011年11月理事)，中央職業能力開発協会 ビジネス・キャリア検定試験 財務管理3級試験委員(2007年～2014年),JUSCPA（Japan Society of USCPAs：日本における米国公認会計士団体）副幹事長（2001年～2014年8月）監事（2014年9月～2016年3月）

## 著作
単行本
- （単著）『USCPA集中講義 ビジネス環境および諸概念 第4版』（中央経済社、2011年）
- （共著書）『開示不正；その実態と防止策』（白桃書房、2017年）
- （共著書）『ビジネスデザインと経営学』（創成社、2016年）
- （共著書）『監査人の職業的懐疑心』（同文館出版、2015年）
- （共著書）『独立取締役の基礎知識』（中央経済社、2013年、日本経営会計学会2013年研究奨励賞著書部門受賞
- （共著書）『企業不正防止対策ガイド 新訂版』（日本公認会計士協会出版局、2012年
- （共著書）『企業不正対応の実務Q&A』（同文舘出版、2011年）
- （共著書）『企業不正防止対策ガイド』（日本公認会計士協会出版局、2009年）
- （共著書）『企業不正対策ハンドブック－防止と発見－』（第一法規、2009年）
- （共著書）『バロンズ英文会計用語辞典』（プログレス]、2008年）
- （共著書）『ビジネス・キャリア検定試験 標準テキスト　財務管理3級』（中央能力職業開発協会、2008年）
- （共著書）『ビジネス・キャリア検定試験 標準テキスト　財務管理2級（財務管理・管理会計）』（中央能力職業開発協会、2008年）

論文
- 「事業上の不正リスクと監査～不正検査の視点～」（日本公認会計士協会機関誌『会計・監査ジャーナル 2017年9月号』 2-3 2017年9月）
- 「企業不祥事はなぜ起こるのか？－企業不正の防止と発見の見地から－」（経営哲学学会機関誌『経営哲学 第14巻1号』 5-13 2017年3月）
- 「企業不正の防止と発見に関する一考察～非財務関連の報告不正を中心に～」（日本公認会計士協会機関誌『会計・監査ジャーナル 2016年4月号』 79-87 2016年4月）
- 「会計大学院における不正防止教育協力」（日本経営倫理学会誌 (22) 255-262 2015年1月）
- 「不正検査の観点から考える職業的懐疑心」（日本監査研究学会課題別研究部会『監査人の職業的懐疑心に関する研究－最終報告－』107-117 2014年9月）
- 「不正検査の観点から考える職業的懐疑心」（日本監査研究学会課題別研究部会『監査人の職業的懐疑心に関する研究－中間報告－』45-55 2013年11月）
- 「事業上の不正リスクと内部監査」（月刊 監査研究　2012年 1月 38(1) 35-44 2012年1月）
- 「上場企業のコーポレート・ガバナンスの強化－2009年の東証上場会社の独立役員確保に関する議論－」（ビジネスクリエーター研究 (2)  81-91 2010年11月）
- 「不正な財務報告の防止と発見に関する一考察－米国の公開会社がさらされるプレッシャー」（年報 経営ディスクロージャー研究 (8) 1-9 2010年3月）
- 「米国における事業上の不正リスク管理のための実務指針」（日本経営倫理学会誌 (16) 269-279 2009年3月）
- 濱田眞樹人「The Sarbanes-Oxley Act of 2002:404条監査とディスクロージャーの変化」『年報経営ディスクロージャー研究』第7号、日本経営ディスクロージャー研究学会、2008年、25-37頁、ISSN 13476963、CRID 1520573330882270848。
- 濱田眞樹人「A study of the recommendations for Education by the National Commission on Fraudulent Reporting in the U.S. : issues and consequences for education for the accounting professions」『立教ビジネスデザイン研究』第5巻、立教大学、2008年、17-29頁、doi:10.14992/00006031、ISSN 13493701、CRID 1390009224783917824。
- 濱田眞樹人「An Investigation of issues for Implementing the U.S. Certified Fraud Examiners Program in Japan」『立教ビジネスデザイン研究』第4巻、立教大学、2007年、3-15頁、doi:10.14992/00006011、ISSN 13493701、CRID 1390290699760607616。